# Matera Calcio 2013-2014
Questa voce raccoglie le informazioni riguardanti l'Associazione Sportiva Dilettantistica Matera Calcio nelle competizioni ufficiali della stagione 2013-2014.

## Rosa
| N. |                      | Ruolo | Calciatore          |
| -- | -------------------- | ----- | ------------------- |
|    | Italia (bandiera)    | P     | Giuseppe Aprea      |
|    | Italia (bandiera)    | P     | Marino Bifulco      |
|    | Italia (bandiera)    | P     | Raoul Lombardo      |
|    | Italia (bandiera)    | P     | Pietro Spilabotte   |
|    | Italia (bandiera)    | D     | Antonio Barretta    |
|    | Italia (bandiera)    | D     | Gianmarco Bassini   |
|    | Italia (bandiera)    | D     | Simone Calori       |
|    | Italia (bandiera)    | D     | Ivano Ciano         |
|    | Italia (bandiera)    | D     | Ciro De Franco      |
|    | Argentina (bandiera) | D     | Mariano Fernández   |
|    | Polonia (bandiera)   | D     | Adrian Liberacki    |
|    | Italia (bandiera)    | D     | Vincenzo Migliaccio |
|    | Italia (bandiera)    | D     | Stefano Pino        |
|    | Italia (bandiera)    | D     | Simone Sbardella    |
|    | Italia (bandiera)    | C     | Mirko Carretta      |
|    | Italia (bandiera)    | C     | Angelo Colucci      |
|    | Italia (bandiera)    | C     | Davide Giorgino     |
|    | Italia (bandiera)    | C     | Gaetano Iannini     |
|    | Italia (bandiera)    | C     | Fabio Lauria        |

| N. |                    | Ruolo | Calciatore                |
| -- | ------------------ | ----- | ------------------------- |
|    | Italia (bandiera)  | C     | Massimiliano Marsili      |
|    | Italia (bandiera)  | C     | Fabio Orlando             |
|    | Italia (bandiera)  | C     | Francesco Pagliarini      |
|    | Italia (bandiera)  | C     | Fabio Roselli             |
|    | Italia (bandiera)  | C     | Giuseppe Todino           |
|    | Italia (bandiera)  | C     | Edoardo Tundo             |
|    | Italia (bandiera)  | A     | Francesco Di Gennaro      |
|    | Brasile (bandiera) | A     | Mateus Dos Santos Ribeiro |
|    | Italia (bandiera)  | A     | Domenico Girardi          |
|    | Italia (bandiera)  | A     | Antonio Letizia           |
|    | Italia (bandiera)  | A     | Rosario Majella           |
|    | Brasile (bandiera) | A     | Diego Santos Oliveira     |
|    | Italia (bandiera)  | A     | Antonio Giulio Picci      |
|    | Italia (bandiera)  | A     | Roberto Raveduto          |
|    | Italia (bandiera)  | A     | Gennaro Sorrentino        |
|    | Francia (bandiera) | A     | Ousmane Sy                |
|    | Italia (bandiera)  | A     | Mario Titone              |
|    | Italia (bandiera)  | A     | Alfredo Varsi             |

## Risultati

### Campionato

#### Girone di andata
| 1ª giornata | Matera | 1 – 0 | Mariano Keller |  |

| 2ª giornata | Bisceglie | 0 – 0 | Matera |  |

| 3ª giornata | Matera | 1 – 0 | Turris |  |

| 4ª giornata | Brindisi | 0 – 0 | Matera |  |

| 5ª giornata | Matera | 2 – 0 | San Severo |  |

| 6ª giornata | Puteolana | 2 – 1 | Matera |  |

| 7ª giornata | Matera | 4 – 2 | Grottaglie |  |

| 8ª giornata | Gladiator | 0 – 1 | Matera |  |

| 9ª giornata | Matera | 1 – 1 | Gelbison |  |

| 10ª giornata | FC Francavilla | 2 – 0 | Matera |  |

| 11ª giornata | Monospolis | 1 – 1 | Matera |  |

| 12ª giornata | Matera | 2 – 1 | Taranto |  |

| 14ª giornata | Matera | 0 – 1 | Progreditur Marcianise |  |

| 15ª giornata | Real Metapontino | 0 – 0 | Matera |  |

| 16ª giornata | Matera | 2 – 0 | Real Hyria |  |

| 17ª giornata | Manfredonia | 1 – 1 | Matera |  |

#### Girone di ritorno
| 18ª giornata | Mariano Keller | 3 – 2 | Matera |  |

| 19ª giornata | Matera | 1 – 0 | Bisceglie |  |

| 20ª giornata | Turris | 0 – 1 | Matera |  |

| 21ª giornata | Matera | 3 – 0 | Brindisi |  |

| 22ª giornata | San Severo | 0 – 4 | Matera |  |

| 23ª giornata | Matera | 2 – 1 | Puteolana |  |

| 24ª giornata | Grottaglie | 0 – 1 | Matera |  |

| 25ª giornata | Matera | 6 – 0 | Gladiator |  |

| 26ª giornata | Gelbison | 1 – 1 | Matera |  |

| 27ª giornata | Matera | 0 – 3 | FC Francavilla |  |

| 28ª giornata | Matera | 1 – 0 | Monospolis |  |

| 29ª giornata | Taranto | 1 – 0 | Matera |  |

| 31ª giornata | Progreditur Marcianise | 0 – 1 | Matera |  |

| 32ª giornata | Matera | 1 – 0 | Real Metapontino |  |

| 33ª giornata | Real Hyria | 1 – 3 | Matera |  |

| 34ª giornata | Matera | 3 – 0 | Manfredonia |  |

### Poule Scudetto
| Torre Annunziata 11 maggio 2014, ore 16:00 Turno preliminare - giornata 1 | Savoia                 | 0 – 0 | Matera | Stadio Alfredo Giraud\| Arbitro: \| Davide Oggioni (Monza) \| |
| Arbitro:                                                                  | Davide Oggioni (Monza) |       |        |                                                               |

| Arbitro: | Alessandro Pietropaolo (Modena) |

|             |           |                         |
| Iannini 79’ | Marcatori | 45+3’ (rig.) Sentinelli |

### Coppa Italia
| Primo turno | Südtirol | 2 – 0 | Matera |  |

### Coppa Italia Serie D
| Primo turno | Savoia | 2 – 0 | Matera |  |

## Statistiche

### Statistiche di squadra
| Competizione         | Punti | Totale | Totale | Totale | Totale | Totale | Totale |
| Competizione         | Punti | G      | V      | N      | P      | Gf     | Gs     |
| -------------------- | ----- | ------ | ------ | ------ | ------ | ------ | ------ |
| Serie D              | 64    | 32     | 19     | 7      | 6      | 48     | 22     |
| Coppa Italia         | 0     | 1      | 0      | 0      | 1      | 0      | 2      |
| Coppa Italia Serie D | 0     | 1      | 0      | 0      | 1      | 0      | 2      |

### Statistiche dei giocatori
| Giocatore     | Campionato | Campionato |
| Giocatore     | Pres       | Gol        |
| ------------- | ---------- | ---------- |
| G. Aprea      | 2          |            |
| A. Barretta   | 1          | 0          |
| G. Bassini    | 22         | 0          |
| M. Bifulco    | 19         |            |
| S. Calori     | 14         | 1          |
| M. Carretta   | 16         | 3          |
| I. Ciano      | 6          | 0          |
| A. Colucci    | 7          | 0          |
| C. De Franco  | 16         | 0          |
| F. Di Gennaro | 4          | 0          |
| M. Dos Santos | 9          | 1          |
| M. Fernàndez  | 26         | 1          |
| D. Giorgino   | 8          | 0          |
| D. Girardi    | 14         | 2          |
| G. Iannini    | 26         | 7          |
| F. Lauria     | 16         | 4          |
| A. Letizia    | 14         | 4          |
| A. Liberacki  | 3          | 0          |
| R. Lombardo   | 1          |            |
| R. Majella    | 9          | 2          |
| M. Marsili    | 14         | 1          |
| V. Migliaccio | 11         | 2          |
| D. Oliveira   | 11         | 1          |
| F. Orlando    | 16         | 1          |
| F. Pagliarini | 19         | 2          |
| A. Picci      | 15         | 8          |
| S. Pino       | 24         | 1          |
| R. Raveduto   | 2          | 1          |
| F. Roselli    | 19         | 1          |
| S. Sbardella  | 16         | 0          |
| G. Sorrentino | 1          | 0          |
| P. Spilabotte | 10         |            |
| O. Sy         | 7          | 0          |
| M. Titone     | 9          | 2          |
| G. Todino     | 8          | 0          |
| E. Tundo      | 21         | 0          |
| A. Varsi      | 11         | 1          |